# Centrioncus bytebieri
Centrioncus bytebieri är en tvåvingeart som beskrevs av De Meyer 2004. Centrioncus bytebieri ingår i släktet Centrioncus och familjen Diopsidae.
Artens utbredningsområde är Kenya. Inga underarter finns listade i Catalogue of Life.